# 梶原しげるのNEXT ONE
梶原しげるのNEXT ONE（かじわらしげるのネクスト・ワン）はJFNで日曜朝6:00から放送されている番組で、2006年10月1日にスタートした。略称「ネクイチ」。
2010年9月で終了。後番組は「SUNDAY FLICKERS」。

## 概要
レディオ・ジャパンの後継番組であり、DJをこれまでのフリーアナウンサーで英語も堪能な本村由紀子から同じくフリーであり、元文化放送アナウンサーの梶原しげるに刷新し、番組カラーを国際色から国内色へと改めた。オープニングテーマは角松敏生のNIGHT SIGHT OF PORT ISLAND“MIDORI”(NIGHT FLIGHT OF DC-10)。オンエア曲も1970年代 - 1990年代の割と懐かしい曲へと刷新された。ニュースの担当は伊東あずさだった。
なお、前番組と同じく、飛び降り飛び乗り地域が多い。飛び乗り飛び降り地域の殆どは、「さわやかTHIS WAY」、「天使のモーニングコール」、「南こうせつ 週末はログハウスで」のネットに当てる局が多い。また降りコメントも挿入する。
2007年9月2日からFM OSAKAでもネットが開始された。JFN系列の基幹局（東名阪福）では初のネットとなった。しかし, わずか1ヶ月余りでネット打ち切りとなった。（現在は別の番組を放送中）

## 放送時間
- 毎週日曜 6:00 - 8:30（2010年3月28日までは8:55までの放送だった）

## タイムテーブル
（2010年4月現在）
- 6:10 - ニュース&スポーツ
- 6:20 - THIS WEEK HEADLINE
- 6:30 - ネクイチB級ご当地グルメ調査隊
- 6:46 - 梶原しげるのTALK to TALK
- 6:55 - 6時台エンディング
- 7:00 - ニュース&スポーツ
- 7:05 - スポーツ紙チェック
- 7:15 - サンデー・スコープ
- 7:30 - スポーツ・ドリーム
- 7:40 - カジダス
- 7:55 - 木村秋則さんのりんご園から
- 8:00 - ニュース&スポーツ
- 8:10 - サンデーモーニングライブ
- 8:26 - エンディング

## ネット局（2010年4月）
★はネット・自社含めの中断があり。そのうち各ネット局名の後の括弧書きは中断内包番組。なお、○は番組直後または番組内包でさわやかディス・ウェイを、◇は番組直後または番組内包で天使のモーニングコールを放送。

### フルネット局
- ◇Hi-Six
- エフエム徳島
- ○Kiss-FM KOBE
- ◇e-radio
- ◇FMとやま
- ◇FM福井
- ○◇ふくしまFM
- ○◇Hello Five (2009年6月までは7:00飛び降り)
- Radio80
- ○◇FMY (2009年6月までは7:00飛び降り)
- ◇FMサガ (2009年6月までは7:30飛び降り)
- ◇エフエム秋田 (2009年6月までは7:30飛び降り)
- ★HFM(7:54 快適生活ラジオショッピング、2009年9月までは7:00飛び乗り)
- FM OKAYAMA
- ◇FM NAGANO
- レディオ・ベリー

### 7:00途中飛び乗り局
- ◇エフエム青森（月1回『申吾のほっとチャンネル』を放送のためこの時間の放送が休止される）

### 途中飛び降り局

#### 7時まで
- ○◇エフエム沖縄
- ○◇Be fine
- ○◇レディオキューブ
- ○◇V-air（2009年7月放送開始）

#### 8時まで
- FMぐんま

#### 8時から飛び乗る局
- ◇エフエム青森

#### その他の時間
- ◇JOY FM -7:30
- ◇Air-Radio -7:30
- ◇エフエム青森 -7:30（1部）、-8:30（2部）
- ◇μFM -7:30（2009年10月より）

## 備考
- 政令指定都市のある県は兵庫、岡山、広島の3局のみだが、愛知ではRadio cube FM三重とRadio80 FM岐阜の、福岡ではFMYとFMSの、大阪では、Kiss-FM KOBEのそれぞれ受信できる地域で聴取できた（前述の通り、ごく短期間ながらFM OSAKAでも当番組をネットしていた）。